# 棕線石斑魚
棕線石斑魚，為輻鰭魚綱鱸形目鱸亞目鮨科的其中一種，分布於東大西洋及地中海海域，棲息深度可達200公尺，體長可達140公分，生活在沙泥底質海域，為底棲性魚類，屬肉食性，以甲殼類、魚類、軟體動物為食，可做為食用魚。

## 擴展閱讀
維基物種上的相關：棕線石斑魚